# Ваимеа (округ Гавайи)
Ваимеа (англ. Waimea) — статистически обособленная местность, расположенная в округе Гавайи (штат Гавайи, США) с населением в 7028 человек по статистическим данным переписи 2000 года.

## География
По данным Бюро переписи населения США статистически обособленная местность Ваимеа имеет общую площадь в 100,5 квадратных километров, из которых 100,4 кв. километров занимает земля и 0,2 кв. километров — вода. Площадь водных ресурсов округа составляет 0,15 % от всей его площади.

## Демография
По данным переписи населения 2000 года в Ваимеа проживало 7028 человек, 1782 семей, насчитывалось 2371 домашних хозяйств и 2589 жилых дома. Средняя плотность населения составляла около 25,8 человек на один квадратный километр. Расовый состав Ваимеа по данным переписи распределился следующим образом: 30,6 % белых, 0,3 % — чёрных или афроамериканцев, 0,2 % — коренных американцев, 20,3 % — азиатов, 15,6 % — выходцев с тихоокеанских островов, 32,2 % — представителей смешанных рас, 0,7 % — других народностей. Испаноговорящие составили 7,8 % от всех жителей статистически обособленной местности.
Из 2371 домашнего хозяйства в 39 % — воспитывали детей в возрасте до 18 лет, 56,6 % представляли собой совместно проживающие супружеские пары, в 13,2 % семей женщины проживали без мужей, 24,8 % не имели семей. 18,9 % от общего числа семей на момент переписи жили самостоятельно, при этом 5,7 % составили одинокие пожилые люди в возрасте 65 лет и старше. Средний размер домашнего хозяйства составил 3,95 человек, а средний размер семьи — 3,36 человек.
Население статистически обособленной местности по возрастному диапазону по данным переписи 2000 года распределилось следующим образом: 29,7 % — жители младше 18 лет, 7,1 % — между 18 и 24 годами, 28,1 % — от 25 до 44 лет, 25 % — от 45 до 64 лет и 10,1 % — в возрасте 65 лет и старше. Средний возраст жителей составил 36 лет. На каждые 100 женщин в Ваимеа приходилось 97,4 мужчин, при этом на каждые сто женщин 18 лет и старше приходилось 94 мужчины также старше 18 лет.

## Экономика
Средний доход на одно домашнее хозяйство в статистически обособленной местности составил 51 150 долларов США, а средний доход на одну семью — 55 822 долларов. При этом мужчины имели средний доход в 36 710 долларов США в год против 27 217 долларов среднегодового дохода у женщин. Доход на душу населения в статистически обособленной местности составил 20 773 долларов в год. 4,2 % от всего числа семей в округе и 6 % от всей численности населения находилось на момент переписи населения за чертой бедности, при этом 8,7 % из них были моложе 18 лет и 5,4 % — в возрасте 65 лет и старше.